# Mentor
|  | Opdelingsforslag Denne artikel er foreslået opdelt i artiklerne Mentor (Odysseus) og Mentorskab. (Diskutér forslaget). Hvis opdelingen sker, skal det fremgå af beskrivelsesfeltet, at opdelingen er sket (hvorfra og hvortil) eller af artiklens diskussionsside. |

En mentor en erfaren person, som gennem rådgivning, sparring, vejledning, coaching og feedback deler ud af sin erfaring og sine kompetencer for at støtte mentees udvikling. Begrebet anvendes i mange forskellige sammenhænge bl.a. til udvikling af ledere og medarbejdere i virksomheder og organisationer, i foreninger til at støtte medlemmernes udvikling samt i samfundsmæssige sammenhænge som f.eks. i forbindelse med integrationsprojekter, støtte til unge kriminelle, til iværksættere m.m.
Mentor var i græsk mytologi en ven og rådgiver for helten Odysseus. Da Odysseus begav sig af sted til den Trojanske krig efterlod han sin søn Telemakos i Mentors varetægt.
| Mytologi | Spire Denne artikel om mytologi er en spire som bør udbygges. Du er velkommen til at hjælpe Wikipedia ved at udvide den. |